# 27 вересня
27 вересня — 270-й день року (271-й у високосні роки) в григоріанському календарі. До кінця року залишається 95 днів.

## Свята і пам'ятні дні

### Міжнародні
- ООН: Всесвітній день туризму.

### Національні
- Україна: День туризму (Відзначається щорічно згідно з Указом Президента (№ 1047/98 від 21.09.1998 р.)
- Україна: День машинобудівника.
- Україна: День вихователя і дошкільних працівників.
- Бельгія: День єдності франкомовної спільноти.
- Польща: День Польської підпільної держави.
- Туркменістан: Державне свято.

### Релігійні

#### Західне християнство
- Пам'ять святих Адерита[en], Бонфілія[en], Вінсента де Поля та Кая Міланського[en].

#### Східне християнство
- Пам'ять мученика Калістрата[en] та воїнів його: Гімнасія та інших;
- Пам'ять апостола від 70-х: Марка, Аристарха і Зіни;
- Пам'ять мучениці Єпихарії Римської;
- Пам'ять преподобного Ігнатія Каппадокійського;[1]
- Пам'ять преподобного отця Ніла Россанського, основника й ігумена монастиря Гроттаферратського (Греко-католицька церква)[2].

## Іменини
✝  Католицькі: Адерит, Адольф, Амадей, Бонфілій, Вінсент, Гай, Елеазар, Мірабелла, Ніл, Кай, Урбан.
✙ Православні: Аристарх, Зіна, Гімнасій, Єпихарія, Ігнатій, Калістрат, Марко.

## Події
- 1605 — війська Речі Посполитої розбили шведів під Кірхгольмом.
- 1781 — на теренах Лівобережної України (колишньої Гетьманщини) влада Російської імперії утворила Київське, Чернігівське, Новгород-Сіверське намісництва.
- 1802 — російський імператор Олександр І своїм указом частково відновив у Києві дію Маґдебурзького права, скасованого його бабцею Катериною II.
- 1821 — проголошена незалежність Мексиканської імперії
- 1825 — у Великій Британії почався рух першою залізницею — потяг провіз 450 пасажирів зі швидкістю 24 км/годину.
- 1885 — у Харкові відкритий Південноросійський технологічний інститут — один із перших у Російській імперії вищий технічний навчальний заклад.
- 1893 — у Джерсі-Сіті почали видавати перший за океаном український друкований орган — газету «Свобода» (найдавніший у світі зі сучасних українських друкованих органів; українська газета з найдовшою історією).
- 1895 — шведський хімік, інженер і підприємець Альфред Нобель підписав заповіт, за яким його спадщина мала скласти основу фонду для виплати щорічних премій людям, що зробили найбільший внесок у розвиток фізики, хімії, медицини, літератури та загального миру (Нобелівська премія).
- 1912 — у Києві відкритий стадіон «Спортивне поле» на 3 тисячі осіб.
- 1920 — Симон Петлюра підписав наказ Головної команди військ УНР про організацію повстання на Правобережній Україні.
- 1920 — Нестор Махно уклав союз із Червоною Армією.
- 1937 — в містечку Альбіон (штат Нью-Йорк) відкрилася перша школа з навчання Санта-Клаусів.
- 1939 — німці захопили Варшаву.
- 1940 — укладений Троїстий (Берлінський) пакт між Третім Рейхом, Королівством Італія та Японською імперією, яким було створено військовий союз, відомий як «Країни Осі».
- 1941 — в окупованому нацистами Києві оприлюднено наказ коменданта: всім євреям з'явитися на збірний пункт у районі Бабиного Яру «для евакуації»
- 1941 — Сирійська Республіка проголошена незалежною державою.
- 1946 — ЦК КП(б)У виступив із критикою українського сатиричного часопису «Перець».
- 1961 — Сьєрра-Леоне стала сотою державою-членом ООН.
- 1977 — пущена в дію перша атомна електростанція Української РСР — Чорнобильська АЕС.
- 1993 — відкрито Тилявський літературно-меморіальний музей Уласа Самчука на базі Тилявського НВК.
- 1998 — альбом «This Is My Truth, Tell Me Yours» гурту Manic Street Preachers очолив чарт і став першим релізом музикантів, що підкорив хіт-парад Великої Британії.
- 1998 — заснована компанія Google.
- 1998 — на виборах у Німеччині перемогли соціал-демократи на чолі з Ґерхардом Шредером.
- 2001 — уряд Норвегії заснував міжнародну премію за математичні дослідження — Абелівську премію
- 2002 — Східний Тимор став членом ООН.
- 2003 — Україна обмежила імпорт російських сірників.

## Народились
Дивись також Категорія:Народились 27 вересня
- 1271 — Вацлав II, король Богемії і Польщі.
- 1389 — Козімо Медичі, флорентійський банкір і державний діяч
- 1533 — Стефан Баторій, Король Речі Посполитої
- 1601 — Людовик XIII Справедливий, король Франції та Наварри.
- 1696 — Альфонс Марія де Ліґуорі, католицький єпископ, духовний письменник, теолог і засновник релігійного ордену Редемптористів.
- 1824 — Бенджамін Апторп Гулд, американський астроном
- 1862 — Луїс Бота, перший прем'єр-міністр Південно-Африканського Союзу
- 1871 — Грація Деледда, італійська письменниця, лауреатка Нобелівської премії з літератури 1926 року.
- 1872 — Григорій Світлицький, український живописець, педагог.
- 1885 — Юхим Михайлів, український художник, поет і мистецтвознавець.
- 1895 — Володимир Кобилянський, український поет, перекладач
- 1896 — Олександр Дорошкевич, український літературознавець і літературний критик, педагог
- 1896 — Олекса Третяків, відомий український художник, учасник паризьких салонів
- 1923 — Василь Боровий, український поет, жертва сталінського терору.
- 1924 — Володимир Полєк, український бібліограф, педагог, літературознавець, краєзнавець
- 1938 — Дмитро Арсенич, український поет, борець проти комуністичної системи у радянський час
- 1947 — Дік Адвокат, голландський футболіст і футбольний тренер
- 1953 — Микола Рябчук, український журналіст, публіцист, поет, прозаїк, перекладач, колумніст
- 1958 — Ірвін Велш, шотландський письменник і драматург.
- 1962 — Ніла Зборовська, українська літературознавиця, письменниця і психоаналітикиня
- 1962 — Алла Татаренко, українська славістка, перекладачка, історикиня літератури, літературна критикиня
- 1976 — Франческо Тотті, італійський футболіст, віцечемпіон Європи
- 1979 — Оксана Радушинська, українська журналістка, поетеса, письменниця теле- та радіоведуча
- 1983 — Лілія Демидюк, українська письменниця і літературознавиця
- 1983 — Олена Юрковська, п'ятиразова паралімпійська чемпіонка, Герой України
- 1984 — Авріл Лавін, канадська співачка, авторка пісень, дизайнерка та акторка

## Померли
Дивись також Категорія:Померли 27 вересня
- 1557 — Ґо-Нара, 105-й імператор Японії
- 1612 — Петро Скарґа, польський проповідник-єзуїт 16-17 ст., відомий полеміст з протестантами і православними, предтеча і діяч Берестейської унії 1596 року.
- 1700 — Інокентій XII, 242 Папа Римський
- 1833 — Рам Мохан Рай, індійський соціальний та релігійний реформатор, фундатор Бенгальського Просвітництва, письменник, перекладач.
- 1838 — Бернар Куртуа, французький хімік. Відкрив хімічний елемент Йод.
- 1880 — Микола Гребінка, архітектор, академік архітектури, дійсний статський радник. Молодший брат письменника Євгена Гребінки.
- 1915 — Ремі де Гурмон, французький письменник
- 1917 — Едґар Деґа, французький художник-імпресіоніст
- 1919 — Аделіна Патті, італійська співачка (колоратурне сопрано)
- 1946 — Юрій Горліс-Горський, український військовий і громадський діяч, письменник, старшина Армії УНР
- 1965 — Клара Боу, американська акторка
- 1972 — Степан Риндик, український письменник, інженер-механік
- 1972 — Шіалі Рамамріта Ранганатан, індійський бібліотекознавець і математик, діяч у галузі інформації та книгознавства
- 1983 — Михайло Стельмах, український письменник
- 1986 
  - Кліфф Бертон, бас-гітарист треш-метал гурту Metallica
  - Єва Рутткаї, угорська акторка театру і кіно, телеведуча
- 1987 — Антон Шапурма, румейський поет і перекладач, член Спілки письменників України
- 1993 — Володимир Позняк, український історик
- 2003 — Петро Балей, український письменник, перекладач, журналіст
- 2009 — Дональд Фішер, американський підприємець і філантроп, засновник світової мережі магазинів одягу Gap
- 2017 — Г'ю Гефнер, американський видавець, засновник і шеф-редактор журналу «Плейбой»